# 366 aC
El 366 aC va ser un any del calendari romà prejulià. En aquell temps, era conegut com a any del consolat de Mamercí i Laterà (o, més rarament, any 388 ab urbe condita o de la fundació de la ciutat). L'ús del nom «366 aC» per referir-se a aquest any es remunta a l'alta edat mitjana, quan el sistema Anno Domini va ser el mètode de numeració dels anys més comú a Europa.

## Esdeveniments

### Antiga Grècia
- Epaminondes envaeix per tercera vegada el Peloponès amb l'objectiu d'incrementar la influència de Tebes a Acaia i reforçar la seva hegemonia a Arcàdia.[2][3]
- Els tebans obtenen de Pèrsia el reconeixement de la seva hegemonia a Grècia i Pelòpides i el seu lloctinent Ismènies van, amb molt pocs soldats, a Tessàlia per obligar Alexandre de Feres i a les ciutats que li eren fidels a reconèixer aquesta hegemonia. Alexandre de Feres els ataca prop de Farsàlia i els fa presoners portant-los a Feres. Els tebans no els podien rescatar de moment, ja que un exèrcit enviat a Tessàlia només es va salvar de la derrota pel geni d'Epaminondes que va assolir el comandament a petició dels soldats.[4]

### Antiga Roma
- Aquest any entren en vigor les Lleis Liciniae-Sextiae, que representen l'equiparació legal dels plebeus i els patricis en gairebé tots els aspectes, amb l'excepció de l'accés a dos col·legis sacerdotals i algunes funcions menors que van seguir reservades als patricis.[5]
- Són elegits cònsols Luci Emili Mamercí i Luci Sexti Sextí Laterà. Laterà va ser el primer cònsol plebeu, elegit segons les Lleis Liciniae-Sextiae.[6][7]

## Necrològiques
- Licomedes, un militar grec nascut a Mantinea. La pèrdua d'Oropos va enfrontar als atenencs contra els seus aliats i Licomedes va proposar una aliança entre Tebes i Arcàdia, inicialment rebutjada pels atenesos, ja que comportava una ruptura del seu tractat amb Esparta. Més endavant la van considerar, ja que si Arcàdia era independent de Tebes allò anava bé tant als atenesos com als espartans. Licomedes al seu retorn per mar des d'Atenes es va aturar a la costa del Peloponès per recollir uns exiliats arcadis, i allà alguns d'aquests exiliats el van assassinar.[8]